# Pelaeus armatus
Pelaeus armatus är en kräftdjursart som beskrevs av Joseph Fortuné Théodore Eydoux och Louis François Auguste Souleyet 1842. Pelaeus armatus ingår i släktet Pelaeus och familjen Xanthidae. Inga underarter finns listade i Catalogue of Life.